# Pride of Baltimore II
Pride of Baltimore II är en amerikansk toppsegelskonare i trä som är byggd som en så kallad Baltimore Clipper.
Fartyget byggdes år 1988 som ersättning för ett liknande fartyg med samma namn som förliste i Atlanten utanför Puerto Rico i maj 1986 med tolv man ombord.
Hon är inspirerat av de kapare som opererade på USA:s ostkust vid tiden för 1812 års krig, men  
är inte en replik av ett verkligt fartyg. Pride of Baltimore II har besökt mer än 200 hamnar i 40 länder och är öppen för besökare när hon ligger i hamn i Baltimore.
I flera månader efter påseglingen och det efterföljande raset av Francis Scott Key Bridge låg Pride of Baltimore II vid kaj i Annapolis eftersom hon var utestängd från sin hemmahamn.

## Bakgrund

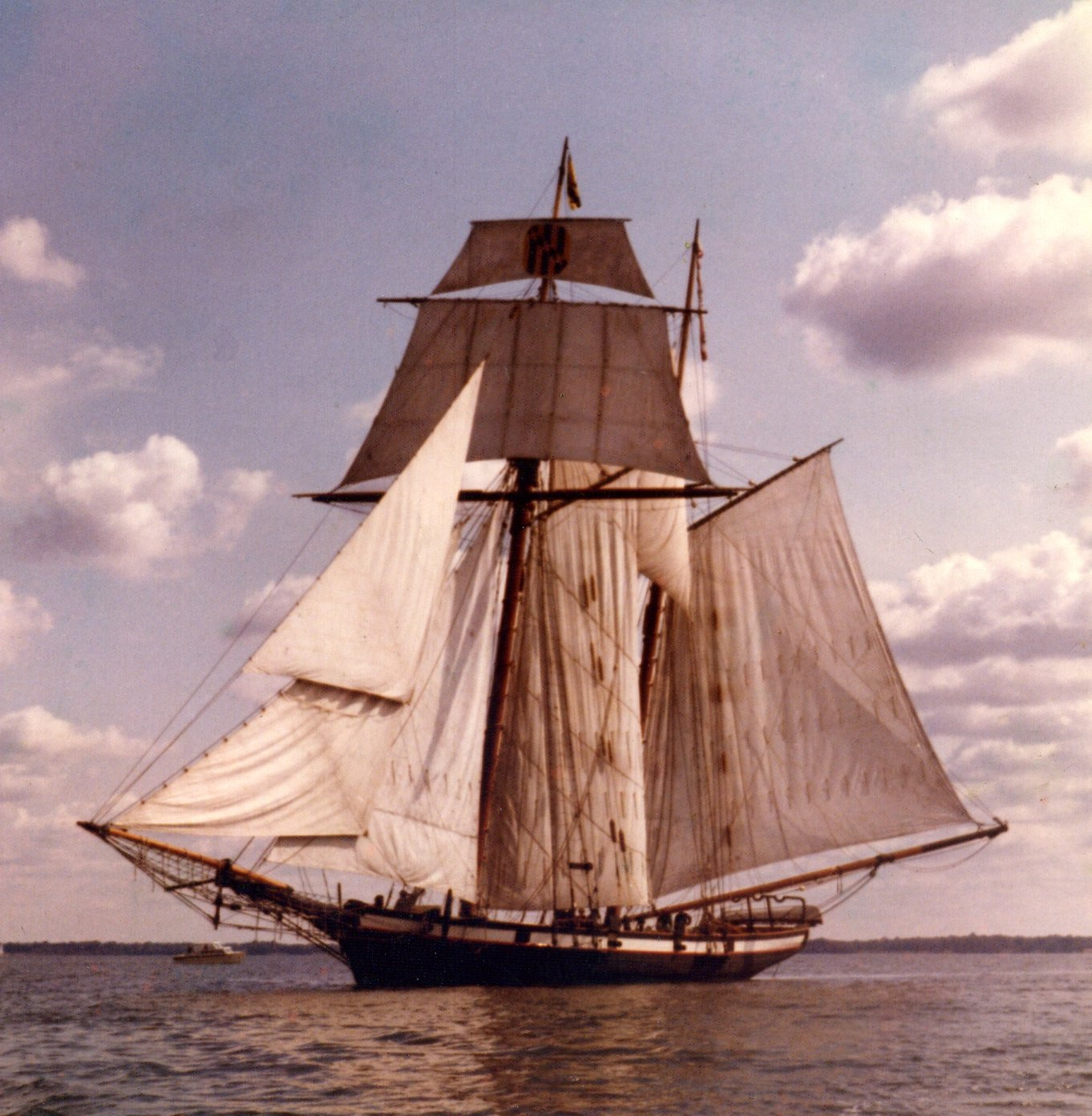
Den ursprungliga Pride of Baltimore.

Efter andra världskriget minskade befolkningen i Baltimore och stora delar av innerstaden revs. Hamnområdet låg öde och stadens myndigheter letade efter nya användningsområden. Man lät bygga en hamnpromenad men området saknade ett dragplåster. År 1975 beslöt man sig för att låta bygga ett segelfartyg som minne av stadens sjöfartshistoria.
Som en del av aktiviteterna under firandet av 
USA:s 200-årsjubileum år 1976 anlade man ett skeppsvarv på västra stranden i hamnområdet. Byggnationen gjordes med traditionella metoder och fartygets köl höggs ur ett tusenårigt lövträd från Belize.
Fartyget sjösattes med hjälp av en lyftkran den 27 februari 1977 och fick namnet Pride of Baltimore. Hon försågs med en dieselmotor och övertogs av staden den 1 maj 1977. Jungfruresan gick till Bermuda, New York och Nova Scotia.
Hon besökte hamnar längs USA:s västkust från Newfoundland till  Florida Keys, Stora sjöarna, Västindien och Mexikanska golfen samt amerikas västkust så långt norrut som till 
British Columbia.
Hennes sista resa gick till Europa och hamnar längs Irländska sjön, Nordsjön, Östersjön, Engelska kanalen och Medelhavet. Det var på väg hem från den resan som hon förolyckades den 14 maj 1986. Åtta personer ur besättningen räddades i en gummibåt och bärgades fyra dagar senare. Kaptenen och tre besättningsmän hittades aldrig.